# Епархия Грегорио-де-Лаферрере
Епархия Грегорио-де-Лаферрере (лат. Dioecesis Gregorii de Laferrere) — епархия Римско-Католической церкви с центром в городе Грегорио-де-Лаферрере, Аргентина. Епархия Грегорио-де-Лаферрере входит в митрополию Буэнос-Айреса. Кафедральным собором епархии Грегорио-де-Лаферрере является церковь Христа Царя.

## История
25 ноября 2000 года Папа Римский Иоанн Павел II выпустил буллу «Haud parva laetitia», которой учредил епархию Грегорио-де-Лаферрере, выделив её из епархии Сан-Хусто.

## Ординарии епархии
- епископ Хуан Орасио Суарес (25.11.2000 — 19.12.2013);
- епископ Габриэль Бернардо Барба (с 19 декабря 2013 года).